# Hydroeciodes serrata
Hydroeciodes serrata là một loài bướm đêm trong họ Noctuidae.